# La guida dei perplessi
La guida dei perplessi (in ebraico מורה נבוכים ‎?, traslitt. in ebraico Moreh Nevukhim ‎?, arabo traslitt. delāla elḥā'irīn דלאל̈ה אלחאירין in arabo دلالة الحائرين‎?) è una delle opere maggiori di Rabbi Moshe ben Maimon, meglio noto come Maimonide o "il Rambam".
Scritta in giudeo-arabo sotto forma di una lettera in 3 volumi all'allievo Rabbi Joseph ben Judah ibn Aknin e tradotta sotto la sua supervisione in ebraico da Samuel ben Judah ibn Tibbon, "per promuovere la vera comprensione del reale spirito della Legge, al fine di guidare quelle persone religiose che, aderendo alla Torah, hanno studiato filosofia e sono in imbarazzo per le contraddizioni tra gli insegnamenti della filosofia e il senso letterale della Torah", i "perplessi", appunto. Viene considerata come il frutto più maturo del pensiero filosofico di Rambam sebbene fosse stata concepita più come opera di supporto all'esegesi biblica che come trattato sistematico di filosofia; è indubbio tuttavia che l'opera interpreta la teologia biblica e rabbinica nei termini della fisica e metafisica aristoteliche. Nel "conflitto di autorità" che si può generare - la guida aiuta lo studioso ad andare oltre il testo puro e semplice e oltre l'accettazione ex auctoritate per comprendere con la forza della sua ragione le più elevate verità di fede espresse in modo implicito dalla rivelazione sinaitica - fin dall'inizio molto dibattuta nell'ebraismo fra sostegno entusiasta e accuse di eresia, è stata oggetto di traduzione in molte lingue moderne.
Dal momento che molti dei concetti filosofici, come la sua visione della teodicea e il rapporto tra filosofia e religione, sono importanti al di là della teologia strettamente ebraica, questo è stato il lavoro più comunemente associato a Maimonide nel mondo non-ebraico ed è noto per aver influenzato molti grandi filosofi e teologi cristiani.  Dopo la sua pubblicazione "quasi tutte le opere filosofiche per il resto del Medioevo citarono, commentarono o criticarono il pensiero di Maimonide." Nell'ambito dell'ebraismo La guida dei perplessi (d'ora in poi citata come Guida) divenne  molto popolare e numerose comunità ebraiche richiesero copie del manoscritto mentre altre la ritennero alquanto controversa e ne limitarono la lettura o la bandirono completamente.

## Contenuti
Maimonide scrisse la Guida principalmente per spiegare il Maaseh Bereishit e il Maaseh Merkavah,  opere di misticismo ebraico che affrontano la teologia della creazione nel Genesi e il passaggio del Carro in Ezechiele, i due testi mistici principali della Tanakh (Bibbia ebraica). Tale analisi avviene nel terzo Libro della Guida e dal suo punto di vista le tematiche esposte nei primi due libri servono a provvedere lo sfondo e una progressione nella conoscenza mistica e filosofica necessaria per riflettere sul punto culminante della Guida.
Malgrado in alcuni scritti Maimonide abbia affermato che spesso si presenta il rischio di interpretazioni non corrette, egli espose la Guida dei perplessi in modo che non vi fosse equivoco alcuno.

### Libro I

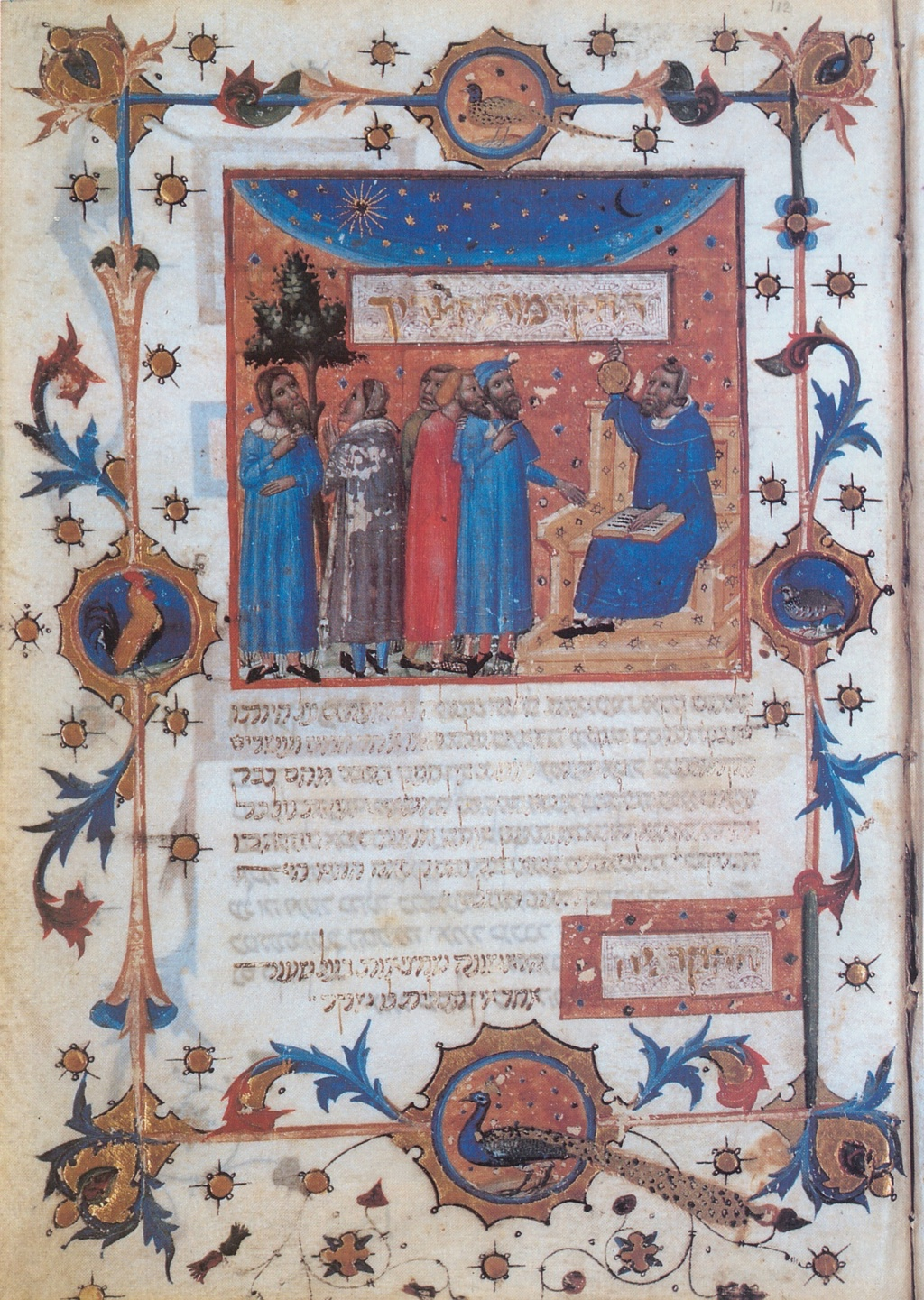
Pagina di un manoscritto del XIV secolo della Guida. La figura sulla sedia con le Stelle di David si crede sia Aristotele.

Il Libro inizia con la tesi di Maimonide contro l'antropomorfismo. Nella Bibbia si possono trovare molte espressioni che descrivono Dio in termini umani - per esempio: la "mano di Dio". Maimonide si opponeva fortemente contro quella che affermava essere un'eresia sostenuta da ebrei incolti che assumevano che Dio fosse corporeo (o che almeno possedesse "caratteristiche" da "descrivere" "positivamente" quasi ambendo a concepire "come" sia Dio).
Per spiegare la sua convinzione che questo non fosse il caso, Maimonide ha dedicato più di 20 capitoli all'inizio (e al centro) del primo Libro per analizzare i termini ebraici. Ogni capitolo esamina un termine usato per descrivere Dio (per es., "potente") e in ogni analisi terminologica Maimonide spiega esaurientemente che la parola è un omonimo, per cui il suo utilizzo nel descrivere un'entità fisica è completamente diverso da quando descrive Dio. Dimostra ciò svolgendo una stretta analisi testuale della parola nel Tanakh al fine di presentare ciò che Maimonide vede come la prova che, secondo il Tanakh, Dio è totalmente incorporeo: "Il Rambam imposta l'incorporeità di Dio come un dogma e pone qualsiasi persona che neghi questa dottrina al livello di idolatra; dedica molta della prima parte della Moreh Nevukhim all'interpretazione degli antropomorfismi biblici, cercando di definire il significato di ciascuno e di identificarlo con una qualche espressione metafisica trascendentale. Alcuni li spiega come omonimi perfetti che denotano due o più cose assolutamente distinte; altri, come omonimi imperfetti, impiegati in alcuni casi figurativamente e in altri omonimamente."
Questo porta alla nozione di Maimonide che Dio non può essere descritto in nessun termine positivo, ma solo in concezioni negative. Una supposizione antropomorfica e la percezione di attributi positivi sono visti come una trasgressione grave quanto l'idolatria perché entrambi sono errori  fondamentali nella metafisica del ruolo Divino nell'universo, l'aspetto più importante del mondo.
Il primo libro contiene anche un'analisi delle ragioni per cui filosofia e mistica sono insegnate tardi nella tradizione ebraica e solo a pochi. Maimonide cita molti esempi di ciò che lui vede come un'incapacità delle masse di comprendere questi concetti. Infatti, affrontarli con una mente non ancora ben solida nella Torah e in altri testi ebraici, può condurre ad eresia e a quelle trasgressioni considerate da Maimonide gravissime.
Il Libro termina (Capitoli 73-76) con l'esposizione e critica prolungata di un certo numero di principi e metodi identificati con le scuole di Ebraismo Kalām e Islamismo Kalām, compreso l'argomento della creazione  ex nihilo (Creazione dal nulla) e l'unità e incorporeità di Dio. Mentre accetta le conclusioni della scuola Kalām (a causa della loro coerenza con l'ebraismo) Maimonide è in disaccordo con i loro metodi e sottolinea molti difetti percepiti nelle loro argomentazioni: "Maimonide espone la debolezza di queste proposizioni, che considera come non fondate su una base di fatti positivi ma su mera fantasia... Maimonide critica in particolare la decima proposta del Mutakallimīn secondo la quale tutto ciò che è concepibile dalla fantasia sia ammissibile: per esempio che il globo terrestre debba diventare la sfera onnicomprensiva o che questa sfera debba diventare il globo terrestre."

### Libro II

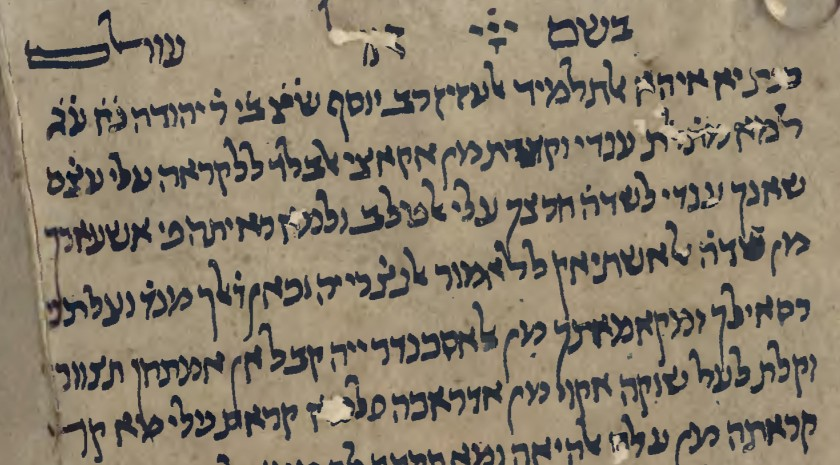
Manoscritto della Guida proveniente dallo Yemen, del XII-XIV secolo

Il libro inizia con l'esposizione della struttura fisica dell'universo, come vista da Maimonide. La visione del mondo affermata nell'opera è essenzialmente contrapposta a quella aristotelica, con una "materia" sferica al centro, circondata da sfere celesti concentriche che emettono una musica sublime. Rifiutando anche la visione di Aristotele, imitata da certi gruppi pre-islamici, per quanto riguarda l'eternità dell'universo, Maimonide attinge però ampiamente dalle sue prove dell'esistenza di Dio e da suoi concetti come il Primo motore: «Ma siccome Maimonide riconosce l'autorità di Aristotele in tutte le questioni riguardanti il mondo sublunare, egli procede a dimostrare che il racconto biblico della creazione del mondo terracqueo è in perfetto accordo con le idee aristoteliche. Spiegando il linguaggio testuale come allegorico ed i termini impiegati come omonimi, Maimonide riassume il primo capitolo della Genesi così: Dio ha creato l'universo producendo il primo giorno "Be-Reshit", "con Sapienza" o Intelligenze (cfr Chokhmah e Sefirot), dalle quali le sfere derivano la loro esistenza e movimento, diventando quindi la fonte dell'esistenza di tutto l'universo».
Un punto interessante è che Maimonide collega ogni Sfera Celeste, che ruotando fa muovere il suo rispettivo pianeta, con il concetto di angelo: li vede come la stessa cosa. Le Sfere sono essenzialmente Intelligenze pure che ricevono l'essenza spirituale dal Primo Motore. Questa energia trabocca dall'una all'altra e infine raggiunge la terra e il dominio fisico. Non nuovo nell'ebraismo (cfr. Angeli, Sefirot, Mazal e Provvidenza), questo concetto di sfere intelligenti di esistenza appare anche nel cristianesimo gnostico con gli Eoni, concepiti almeno mille anni prima di Maimonide. Importante il confronto tra Maimonide ed Avicenna che, fungendo secondo alcuni da riferimento per parte del suo studio, potrebbe a sua volta essere stato influenzato da uno schema molto simile proposto dal pensiero ismailita.
Questo porta ad una discussione sui meriti del dibattito se l'universo sia eterno o creato. Come nel primo libro, anche qui la teoria aristotelica dell'eternità del cosmo è vista come la migliore, filosoficamente parlando. Tuttavia ciò è dovuto al fatto che Maimonide considera "non prove" (cfr comunque anche Kuzari in Filosofia ebraica) le teorie che l'universo sia stato creato. Egli sottolinea comunque presunti problemi della visione aristotelica e afferma che, mentre la tesi di Aristotele è la migliore, il possesso della Rivelazione Divina tramite la Torah è l'ulteriore elemento informativo necessario per decidere la questione.
Segue una breve esposizione della Creazione, come narrata nella Genesi, e di teorie sulla possibile fine del mondo. La seconda parte del libro è formata dalla discussione del concetto di profezia: egli espone, per esempio, la teoria secondo la quale spesso l'intelletto percepisce quasi "sfuggevolmente" un concetto o un'idea, cose che comunque poi possono essere ragionate. Maimonide si discosta dalla concezione ortodossa, nel senso che enfatizza l'aspetto intellettuale della profezia. Secondo questa visione, in tempi biblici, quando Dio ancora si rivelava tramite  la profezia, era possibile combinare la logica e l'intelligenza con una conoscenza di Dio attraverso la tradizione (cioè, la Torah Scritta e Orale) al fine di raggiungere un certo livello di profezia. Maimonide descrive 11 livelli di profezia, con quella di Mosè la più alta in assoluto, e quindi più diretta. I successivi livelli minori riducono l'immediatezza tra Dio e profeta, presentando profezie ottenute con l'ausilio di fattori esterni ed indiretti, tramite angeli e sogni. Alla fine vengono descritti il linguaggio e la natura dei libri profetici.

### Libro III
L'inizio del terzo libro è descritto come il punto culminante di tutta l'opera e consiste di un'esposizione del passo mistico del Carro descritto nel Libro di Ezechiele Tradizionalmente, la legge ebraica reputava questo passaggio come estremamente delicato e, in teoria, non permetteva che fosse insegnato in modo esplicito. L'unico modo per impararlo correttamente dipendeva dallo studente che avesse avuto abbastanza intuito per capirlo dagli accenni  dati dall'insegnante,  nel qual caso l'insegnante aveva il permesso di insegnare indirettamente. In pratica, tuttavia, la massa di scritti rabbinici su questo tema passa spesso dagli "accenni" agli insegnamenti dettagliati.
Dopo aver giustificato questo "passaggio" da accenni a istruzioni dirette, Maimonide spiega i concetti mistici basilari usando i termini biblici che si riferiscono alle Sfere, agli elementi e alle Intelligenze. In questi capitoli, tuttavia, vi è ancora molto poco in termini di spiegazione diretta.
Maimonide continua poi con un'analisi degli aspetti morali dell'universo. Esamina il problema del male (per cui le persone sono ritenute responsabili a causa del libero arbitrio), tentazioni e prove (in particolare quelle di Giobbe e la storia del sacrificio di Isacco), nonché altri aspetti tradizionalmente collegati a Dio in teologia, come la provvidenza e l'onniscienza: "Maimonide asserisce che il male non ha esistenza positiva, ma è privazione di una certa capacità e non procede da Dio; quindi, se i mali vengono menzionati nella Scrittura come mandati da Dio, le espressioni scritturali devono essere spiegate allegoricamente. Infatti, dice Maimonide, tutti i mali esistenti sono creati dagli uomini stessi, con l'eccezione di alcuni mali che hanno la loro origine nelle leggi della produzione e distruzione e che sono piuttosto un'espressione della misericordia di Dio, dal momento che da loro le specie si perpetuano."": in questo caso potrebbe esservi discordanza sulla differenza tra "mali" ed "accidenti".
Maimonide spiega poi le sue opinioni sulle ragioni delle 613 mitzvòt, le 613 leggi contenute nei cinque libri di Mosè. Maimonide divide queste leggi in 14 sezioni - come nella sua Mishneh Torah. Tuttavia, si allontana dalle tradizionali spiegazioni rabbiniche a favore di un approccio più fisico, più pragmatico.
Dopo aver culminato con i comandamenti, Maimonide conclude l'opera con la nozione della vita perfetta e armoniosa, fondata sulla giusta adorazione di Dio. Il possesso di una corretta filosofia che sottende l'ebraismo (come descritta nella Guida) è visto come un aspetto essenziale della vera saggezza.

## Ricezione
Mentre molte comunità ebraiche riverivano l'opera di Maimonide e la consideravano un vero trionfo, altri reputavano che molte delle sue idee fossero eretiche. La Guida venne spesso bandita e in certe occasioni, anche bruciata.
In particolare, gli oppositori della Mishneh Torah di Maimonide, dichiararono guerra anche contro la sua Guida. Le sue idee sugli angeli, la profezia e i miracoli - specialmente la sua asserzione che non avrebbe avuto nessuna difficoltà a conciliare il resoconto biblico della Creazione con la dottrina dell'eternità dell'Universo, se le rispettive prove aristoteliche fossero state conclusive — provocarono l'indignazione dei suoi correligionari.
Inoltre altri (tra cui il rinomato rabbino Abraham Ben David, conosciuto come "il RaBad") contestavano la nozione di Maimonide sull'incorporeità di Dio come dogma, asserendo che grandi autorità delle generazioni precedenti avevano trasmesso opinioni differenti. D'altra parte lo scritto Chovot ha-Levavot di Bahya ibn Paquda si opponeva fortemente al concetto antropomorfista della Divinità e ciò era a favore della Guida. Negli ambienti ebrei contemporanei, le controversie in merito al pensiero aristotelico sono  molto meno infervorate e col tempo molte delle idee di Maimonide sono diventate autorevoli. Il libro è quindi ritenuto un capolavoro religioso legittimo e canonico, anche se piuttosto astruso e di difficile comprensione per coloro che non ne siano appropriatamente iniziati.
La Guida influì notevolmente sul pensiero cristiano e sia Tommaso d'Aquino che Duns Scoto ne fecero ampio uso: la teologia negativa che conteneva influenzò mistici come Meister Eckhart.  Fu anche letta e commentata nei circoli islamici e ancor oggi rimane in stampa nei paesi arabi.

## Recensione e analisi
Proprio come intendeva Maimonide, la maggior parte dei lettori della Guida sono giunti alla conclusione che le sue convinzioni siano ortodosse, cioè in linea con il pensiero della maggior parte dei rabbini del suo tempo. Scrive che la sua Guida si rivolge solo a un pubblico selezionato e istruito, e che propone idee che vengono deliberatamente nascoste alle masse. Afferma nell'introduzione:
e
Il teologo Rabbi Marvin Fox commenta il succitato, dicendo:
Marvin Fox continua:
Secondo Fox, Maimonide ha preparato con cura la sua Guida, "in modo da proteggere le persone senza una solida educazione scientifica e filosofica, da dottrine che non possono comprendere e che potrebbero far loro solo del male, mentre rende le verità disponibili agli studenti con appropriata preparazione personale ed intellettuale."
Il filosofo israeliano Aviezer Ravitzky scrive:
Nello scrivere questa sua opera, e data la complessa materia trattata, Maimonide si rese conto di quanto facilmente le sue discussioni filosofiche di credenze religiose potessero essere fraintese e addirittura danneggiare la fede ingenua della gente comune. L'ostacolo vero e proprio stava nella natura esoterica della conoscenza che voleva esporre; bisognava quindi farla finita con questa esclusività, che sembrava invulnerabile. Secondo un precetto talmudico, si poteva avviare un singolo discepolo in questi insegnamenti astrusi soltanto se fosse stato uno studioso che potesse coglierne i problemi con la sua propria destrezza intellettuale. Tuttavia, anche in questo caso, solo le idee principali potevano essere impartite, e solo in un modo molto generale. In verità Maimonide voleva indirizzare il libro al suo discepolo prediletto, Joseph ben Judah ibn Aknin, e Joseph di certo era colto e degno di essere istruito iniziaticamente. Ma Maimonide sapeva che se queste cose venivano trattate in un libro, sarebbe stato come predicarle a migliaia di persone.
"La Sacra Scrittura vieta espressamente qualsiasi comunicazione su di esse a meno che non siano anche esaminate dalla ragione." E quindi non voleva agire inadeguatamente contro l'intenzione divina, che aveva fatto in modo che le verità riferentesi in particolare alla conoscenza di Dio dovessero rimanere celate alle masse. "Inoltre, alcune delle cose che so di questo argomento possono essere rese valide solo come ipotesi, dal momento che non ho ricevuto nessuna profezia da Dio, che mi permetta di sapere cosa si intende, né ho sentito da qualche insegnante che cosa io debba credere in merito. D'altra parte, le cose scritte nei libri di profezia così come le parole dei nostri insegnanti e la mia conoscenza filosofica precedente, mi confermano che questo è senza dubbio il significato. Tuttavia, è anche possibile che la situazione sia diversa e che si intenda qualcos'altro."
La questione venne finalmente risolta quando Maimonide capì cosa dicevano i saggi ebrei in casi del genere: "Se uno deve fare qualcosa per Dio, allora si può lasciare che la legge resti inoperante... Sta scritto infatti: Tutto ciò che fai, fallo per amore di Dio."

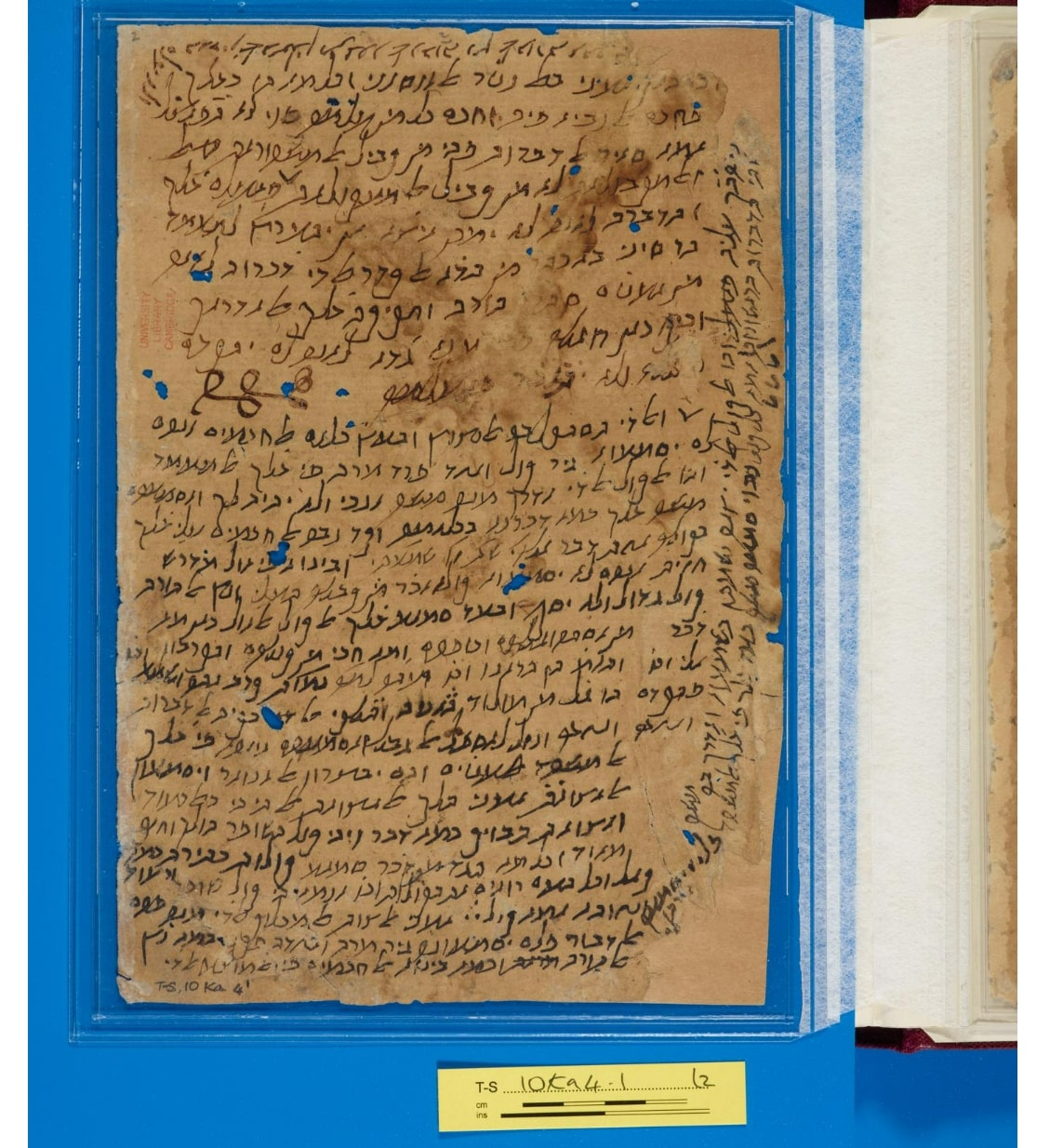
Manoscritto di Maimonide in arabo con caratteri ebraici, XII secolo.

Il suo obiettivo era quello di trasmettere le "cose principali" e presentarle "non in maniera ordinata o sequenza logica, ma sparse e mescolate con altri temi, in modo che la verità possa esser visibile tramite questo mio chiarimento, ma oltre la comprensione generale." Maimonide impiega quindi diversi accorgimenti per rinascondere quanto esposto. Una riflessione adeguata e l'assistenza di Dio, diceva, lo avevano portato, mentre presentava i misteri celati nella visione di Ezechiele, a spiegare tale visione in modo che si credesse che l'autore non aveva aggiunto nulla, ma piuttosto avesse solo tradotto le parole da una lingua all'altra o brevemente esposto l'ovvio significato del testo. Se, tuttavia, colui per il quale è scritto questo libro, si concentra diligentemente su di esso, e contempla tutti i suoi capitoli con attenzione perfetta, allora l'intero soggetto gli diverrà così chiaro quanto lo è per me, e il pensiero più segreto gli sarà evidente, in modo che nulla gli resterà nascosto." La sua riluttanza lo indusse a impiegare parole con doppi sensi "in modo che la grande massa, in linea con la misura della loro comprensione e la debolezza della loro facoltà immaginativa, le colga in un certo senso, mentre i lettori perfetti e competenti saranno in grado di cogliere le parole in un altro senso." Ma nonostante questi reconditi trucchi, Maimonide ebbe momenti difficili nell'esprimere le sue idee più profonde.
Maimonide ha voluto offrire "una guida per l'uomo che è esperto di religione, familiare con la Torah, crede nelle sue verità, ed è ferreo nella fede e nel carattere, ma che ha anche studiato filosofia, ne conosce i problemi, ed è attratto dalla ragione..."
La tipologia di lettore che Maimonide richiedeva e annunciava con franchezza e senza mezzi termini, causò scalpore e scandalo, e avrebbe potuto dissestare l'ordine intellettuale della vita ebraica. L'autore affermava che lo studio della letteratura talmudica, che risaliva alla tradizione del Monte Sinai ed era sacro a tutti gli ebrei, non concedeva l'ammissione alla conoscenza divina (il palazzo del Re), mentre la filosofia, che veniva generalmente considerata profana e non-ebraica, era la strada verso Dio, l'ammissione al "palazzo". Si tratta di una affermazione di un'audacia senza precedenti. La nuova gerarchia dei poteri spirituali e intellettuali, realizzata da un uomo che aveva dedicato la parte migliore della vita ad indagare le tradizioni talmudiche, diveniva legittima e comprensibile solo se scaturita dal desiderio di un nuovo ordine. Infatti, la nuova gerarchia fu il coronamento di tutto il pensiero maimonideo.
Maimonide aveva una missione: voleva guidare gli ebrei alla metafisica. Per lui, la conoscenza metafisica era una delle proprietà primordiali del giudaismo, ma si era persa nell'Esilio. Questa perdita, secondo lui, era la tragedia della diaspora ebraica. La rinascita della conoscenza superiore, ebbe a dire, avrebbe inaugurato l'età messianica, la riconquista della filosofia era l'azione redentrice, che egli stesso, il primo nel periodo dell'Esilio, credeva di aver iniziato.
Maimonide ottenne rapidamente un posto autorevole nella letteratura mondiale, rendendolo il maestro della scolastica cristiana. Alessandro di Hales, Alberto Magno, Tommaso d'Aquino assunsero le sue dottrine come base per i propri sistemi. Per Meister Eckhart, Rabbi Moses ben Maimon era un'autorità "forse seconda solo a Sant'Agostino". Inoltre, il sistema di Maimonide divenne importante anche per il pensiero di Nicola Cusano, Leibniz e Spinoza. Questa deviazione del suo lavoro è stata una conseguenza inevitabile per Maimonide: egli approvava la fede solo attraverso il pensiero. Quando la certezza filosofica è legata alla fede, "così che il contrario della fede non è possibile in alcun modo, quando il pensiero non ha spazio per rifiutare questa convinzione... allora è vera fede." La conoscenza è la conditio sine qua non per l'immortalità dell'anima e la partecipazione nella provvidenza divina.
L'intenso riformismo di Maimonide, deve il suo slancio ad una rivalutazione sia del Talmud che di Aristotele. Il Talmud insegna che "l'azione e non l'indagine è la cosa importante". Ma Maimonide ritenne che la conoscenza fosse più importante del fare, perché "l'amore di Dio corrisponde alla propria conoscenza". La sua idea chiave è la superiorità della contemplazione al rituale e all'etica. Il germe di questa idea si trova nello sviluppo secolare del pensiero ebraico ed era germogliato nelle menti di molti dei suoi predecessori. Ma il suo pieno sviluppo è occorso solo con Maimonide. La conquista dell'intelletto per la religiosità era già cominciata nel periodo tannaita. Il valore religioso dello studio talmudico era da tempo entrato a far parte della coscienza nazionale. Ma subordinare il valore dell'etica a quello della teoria, rendendo la contemplazione lo scopo di tutti i comandamenti e azioni, obiettivo stesso della vita – questa è stata la grande realizzazione di Maimonide.
Maimonide ha canonizzato la filosofia. Il suo Commentario alla Mishnah (Pirush Hamishnayot) e il suo Codex (Mishneh Torah) presentano insegnamenti filosofici in forma di precetti religiosi. La guida dei perplessi consuma il "matrimonio" della Bibbia con l'aristotelismo. Questo successo filosofico, il compromesso tra rivelazione e filosofia, è stato interpretato come un "matrimonio misto" e respinto. Tuttavia, queste idee hanno esercitato un'influenza incomparabile: Maimonide è l'unico pensatore medievale che abbia avuto un effetto duraturo sulla teologia di altre religioni, su cristiani, arabi, caraiti ed ebrei. Lo sviluppo della letteratura ebraica ha sempre orbitato intorno a un punto centrale. Per secoli, La guida dei perplessi  è stata per la filosofia ebraica quello che il Talmud è stato per l'Halakhah, e lo Zohar per la Cabala. Il segreto di questo impatto non risiede in sottili distinzioni concettuali o artificiose costruzioni intellettuali, ma nell'esperienza filosofica e religiosa che costituisce il nocciolo della conoscenza presentata nell'opera. Le dottrine, articolando con straordinari poteri descrittivi l'arte del sapere filosofico, sono creazioni di una potente vita metafisica.
Maimonide non mira a soluzioni, a risposte. Le caratteristiche fondamentali della sua ragione sono disciplina e passione. Il pensiero e l'atto della conoscenza non sono meno importanti per lui di quello che uno pensa, il pensare è santo. Egli sottolinea più e più volte che non vuole erigere una sistematica struttura filosofica, ma vuole semplicemente aprire la strada alla conoscenza di Dio. Non si concentra sull'inventare elementi originali di pensiero. Egli vive nella ricchezza inebriante delle scienze universali, si esalta nell'esperienza e comprensione di questa magia. Se la logica non riesce a far fronte alla religione, Maimonide ritiene comunque indolente sistemarsi comodamente nella fede, nella tradizione. È sì consapevole dei limiti della ragione. Ma vivere nel regno della ragione è per lui un imperativo. Egli non si cura di costruire la sua casa sul ristretto bordo dell'ignoranza. La ragione per lui non è un luogo nascosto ove si ripongono tutti i dubbi, ma si trova nel regno di Dio, se non al centro, almeno sul confine.
Una vera accettazione della sua idea, che raggiunga l'obiettivo unificatore della Mishneh Torah e della Moreh Nevukhim, non è avvenuta in questi ultimi otto secoli. Rimane una prospettiva per il futuro.

## Traduzioni

Firma autografa di Maimonide

La versione originale della Guida fu scritta in arabo. La prima traduzione in ebraico (intitolata Moreh Nevukhim) fu scritta nel 1190 da un coetaneo di Maimonide, Samuel ben Judah ibn Tibbon nella Francia meridionale. tale edizione è stata usata per molti secoli. Un'altra traduzione, meno diffusa a quei tempi ma considerata da alcuni di qualità superiore, fu quella eseguita da Judah al-Harizi.
Una prima traduzione completa in latino (Rabbi Mossei Aegyptii Dux seu Director dubitantium aut perplexorum) fu stampata a Parigi da Agostino Giustiniani nel 1520.
Una prima edizione critica fu pubblicata da Salomon Munk in francese, in tre volumi a partire dal 1856 (Le Guide des égarés: Traité de Théologie et de Philosophie par Moïse ben Maimoun dit Maïmonide. Publié Pour la première fois dans l'arabe original et accompagné d'une traduction française et notes des critiques littéraires et explicatives par S. Munk).
La prima edizione completa in inglese è stata quella di M. Friedländer, The Guide for the Perplexed, in collaborazione con Mr. Joseph Abrahams e Rev. H. Gollancz, nel 1881. Originalmente pubblicata in tre volumi con note. Nel 1904 fu ristampata in un'unica edizione economica, senza note ma con revisioni.  La seconda edizione è in uso tuttora, per i tipi della Dover Publications. Nonostante la vecchia data, questa edizione gode ancora di ottima reputazione, poiché Friendländer era un esperto linguista in arabo e rimase sempre fedele alla lettera del testo originale di Maimonide.
Un'altra versione fu prodotta da Chaim Rabin nel 1952, successivamente anch'essa pubblicata in versione economica condensata.
L'edizione inglese più nota e popolare è comunque quella in due volumi, The Guide of the Perplexed, tradotta da Shlomo Pines, con un lungo saggio introduttivo di Leo Strauss, pubblicata nel 1963.
Un'edizione moderna in ebraico è stata scritta dal Prof. Michael Schwartz, professore emerito dell'Università di Tel Aviv, Dipartimento di Filosofia Ebraica e Lingue & Letteratura Arabe.
Esistono traduzioni in yiddish, polacco e molte altre lingue, comprese quella spagnola, tedesca e russa. In italiano, esiste correntemente un'edizione pubblicata nel 2005 dall'UTET, tradotta e curata da Mauro Zonta, La guida dei perplessi, ma non esiste ancora un'edizione critica.

### Traduzioni italiane
- Yedidyah ben Moses (Amadeo de Moise di Recanati), 1583
- Mauro Zonta (cur.). La guida dei perplessi. UTET, Coll. "Classici del pensiero", 2005. ISBN 978-8802071794
- Giuseppe Laras (cur.). Gli Otto Capitoli : la dottrina etica, Roma, B. Carucci, 1983.
- Giuseppe Laras (cur.). Immortalità e resurrezione, Brescia, Morcelliana, 2006.

## Voci correlate

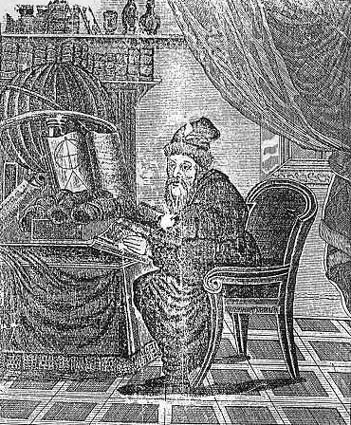
Antica immagine del Rambam, Gerusalemme.